# Alan Steelman

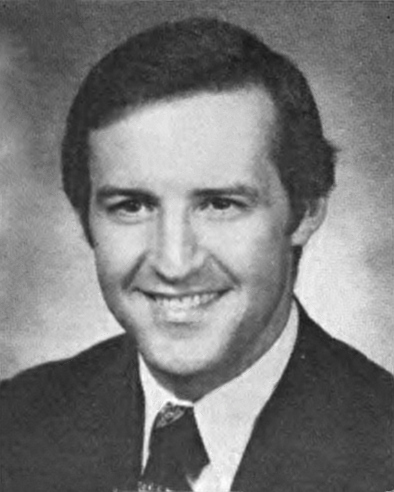
Alan Steelman (1975)

Alan Watson Steelman (* 15. März 1942 in Little Rock, Arkansas) ist ein US-amerikanischer Politiker. Zwischen 1973 und 1977 vertrat er den Bundesstaat Texas im US-Repräsentantenhaus.

## Werdegang
Alan Steelman besuchte die öffentlichen Schulen seiner Heimat und studierte danach bis 1964 an der Baylor University in Waco. Im Jahr 1971 absolvierte er die Southern Methodist University in Dallas; 1972 war er Gaststudent am John F. Kennedy Institute of Politics, das zur Harvard University gehört. Danach war er für die Firma Alexander Proudfood PLC tätig. Ferber begann er als Mitglied der Republikanischen Partei eine politische Laufbahn. Von 1969 bis 1972 gehörte er einem Beraterstab von Präsident Richard Nixon an, der sich mit den Möglichkeiten von kleineren Unternehmen befasste (Council on Minority Business Enterprise). In den Jahren 1968 und 1972 war Steelman Delegierter auf den jeweiligen regionalen republikanischen Parteitagen in Texas.
Bei den Kongresswahlen des Jahres 1972 wurde Steelman im fünften Wahlbezirk von Texas in das US-Repräsentantenhaus in Washington, D.C. gewählt, wo er am 3. Januar 1973 die Nachfolge von Earle Cabell antrat. Nach einer Wiederwahl konnte er bis zum 3. Januar 1977 zwei Legislaturperioden im Kongress absolvieren. Diese waren in den Jahren 1973 und 1974 von der Watergate-Affäre überschattet. Im Jahr 1977 verzichtete Alan Steelman auf eine weitere Kandidatur. Stattdessen bewarb er sich erfolglos um einen Sitz im US-Senat. Danach zog er sich aus der Politik zurück.
Im US-Präsidentschaftswahlkampf 2024 unterstützte Steelman die Kampagne Republicans for Harris.
Heute leitet er das Investmentunternehmen Steelman Stonebridge, Inc. Er ist verheiratet und hat fünf Kinder sowie zwei Stiefkinder.

## Einzelnachweis
1. ↑  "Für unsere Freiheit"– Jetzt wenden sich Republikaner von Trump ab. In: t-online. 6. August 2024, abgerufen am 7. August 2024.

| Personendaten    | Personendaten                              |
| ---------------- | ------------------------------------------ |
| NAME             | Steelman, Alan                             |
| ALTERNATIVNAMEN  | Steelman, Alan Watson (vollständiger Name) |
| KURZBESCHREIBUNG | US-amerikanischer Politiker                |
| GEBURTSDATUM     | 15. März 1942                              |
| GEBURTSORT       | Little Rock, Arkansas                      |